# 波氏鞭鬚巨口魚
波氏鞭鬚巨口魚（学名：Flagellostomias boureei）为輻鰭魚綱巨口鱼目巨口鱼科的其中一種。分布於全球三大洋海域，為深海魚類，棲息深度0-3000公尺，體長可達32.2公分。